# إيغل (سويسرا)
إيغل (بالفرنسية: Aigle)‏ هي بلدية تقع في سويسرا في كانتون فود. يقدر عدد سكانها بـ 7,712 نسمة.

## المدن التوأمة
مدن ليجل، توبينغن وباسرسدورف هي مدن توأمة لـإيغل (سويسرا).

## أعلام
- سيباستيان بويمي
- فاني سميث
- ماري موريس
- جاك دوبوشيه
- المهدي شكري
- جاك كورنو